# 所のジオ玉
所のジオ玉（ところのジオたま）は、1996年10月～1997年3月に日本テレビ系列で放送された深夜バラエティ番組。タレント・所ジョージの冠番組。

## 出演
- 所ジョージ
- バッファロー吾郎
- FUJIWARA
- チュパチャップス（後期シリーズでは1人ずつ登場）
- へびいちご（後期シリーズでは1人ずつ登場）
- おすぎ（前期シリーズ最終2回にゲストとして登場）
- 大森うたえもん（セリフ・クレジット無）

## 番組概要
所ジョージと吉本印天然素材（天素）のメンバー（バッファロー吾郎・FUJIWARA・チュパチャップス・へびいちご）が前期シリーズは奥多摩、後期シリーズは都内でひと悶着を起こす、という内容のロケベースのコント番組。ただし、内容は所ジョージの趣味やその場の気分に沿ったアドリブ的な展開になることが多い。
タイトルの意味は、前期シリーズでは「所ジョージの自由奥多摩軍（じゆうおくたまぐん）」、後期シリーズでは「所ジョージの自在人間（じざいにんげん）屋上（おくじょう）の玉ちゃん」である。

### 前期シリーズ：自由奥多摩軍
所ジョージ扮する自由奥多摩軍分遣隊隊長 遠山巌が隊員（天素のメンバー）を率いて主に東京都西多摩郡奥多摩町日原近辺の治安を守る、という建前のコント。日原鍾乳洞や清酒・澤乃井の醸造所など、地元（JR東日本奥多摩駅周辺）のスポットをストーリーに絡めて紹介する観光案内的な要素も多少入っている。
一話完結が原則だが、途中から魔物絡み（食べると魔物になるキノコを食べて魔物になってしまった隊員や町内会長・不正入国した魔物の労働者に対する退治命令）の話がシリーズ最後まで展開される。シリーズ最終2話はおすぎをゲストに迎えた総集編とミニライブ。
番組は、導入（所ジョージの語り）→OP（天素のダンス）→本編→今月の歌→次回予告、という流れで進行する。
オープニングでは天素が得意とするダンスが展開される（BGMはDoh Wah Diddy(FunFuctory)）。また、エンディングでは「今月の歌」と称して所ジョージの歌（当時発売していた「僕の犬」のトラック）が天然素材のメンバーのバックダンス付きで流された。オープニングダンスは1996年秋の天素の舞台（天然劇場）にてフルバージョンが演じられている。
隊員の中では、バッファロー吾郎の木村明浩は全裸要員だったり、日原のバーすみれの夜霧のチャコちゃんが恋人という設定だったり、その他いろいろ所ジョージから直接弄られる等、何かと出番が多かった。また、FUJIWARAの二人もツッコミ要員として要所要所に出ており、結果、この2組が後期のレギュラーの座を占めることになる（他の4人はゲスト扱いとして1回だけの出演に降格）。
シリーズ最終話にておすぎが天素メンバーに「所ジョージについての感想」を聞いたところ、FUJIWARAの二人は偽善者、へびいちごの高橋はあこがれのフジヤマという感じ（元々所ジョージのファンだと語っている）、同じく島川はじゃまくさがられる・名前を覚えてくれない、と答えていた（バッファロー吾郎・チュパチャップスは該当質問なし）。

### 後期シリーズ：警視庁異例捜査課抹消ファイル
屋上をさまよう「自在人間」の物語。異例捜査課 刑事課長の「屋上の玉ちゃん」こと遠山玉夫（所ジョージ）と部下の刑事（バッファロー吾郎・FUJIWARA）が都内の怪奇現象を明らかにしていく、という建前で自由気ままに容疑者（チュッパチャップス・へびいちごの面々）をいじっていく内容。前期シリーズとは全く別物の話と考えてよい。ロケ地が渋谷区や世田谷区が中心であるせいか、リアクション等も前期シリーズと比べて控え気味である。
番組は導入（異例捜査課の紹介）→捜査シーン→天素ゲストの身の上話→エンディング、という流れで展開する。レギュラーが半減したこともあり、前期シリーズのダンスはカットされてしまった。
最終回は所ジョージとバッファロー吾郎・FUJIWARAによる総集編兼飲み会。

## スタッフ
- 構成・演出: 谷口秀一
- ナレーター: 石川英郎
- CAM: 谷口正純
- 編集: 相沢英直
- MA: 入江克彰
- 音効: 梅田堅（佳夢音）
- 美術製作: 高野豊
- 美術進行: 小野寺一幸
- 振り付け: 夏まゆみ
- 技術協力: 日本テレビビデオ
- 美術協力: 日本テレビアート
- ロケ協力: 日原保勝会
- 協力: TV.CLUB・吉本興業
- デスク: 川渕恵子
- ディレクター: 須藤勝・手島正裕
- 演出: 岩山高彦
- プロデューサー: 江尻直孝・高橋郁男・河野直樹
- チーフプロデューサー：桜田和之
- 制作協力: 日企・BEE BRAIN
- 制作: 日本テレビ